# Hrings saga og Tryggva
Hrings saga og Tryggva (o la saga de Hring y Tryggve) es una de las sagas caballerescas aunque también se la ha clasificado como una de las sagas de los tiempos antiguos, pues aunque los personajes principales encajan con la nobleza, el tema no tiene relación con el género. Está escrita en nórdico antiguo y fechada hacia el siglo XIV, pero solo sobreviven dos fragmentos de copias del siglo XV. Por lo tanto hay estudiosos que prefieren clasificarla entre las sagas mentirosas (lygisögur), un género intermedio entre riddarsögur y fornaldarsögur. Una copia completa sobrevive en el compendio AM 489 4.º.

## Sinopsis
Hringr, hijo del rey Dagr de Grikkland, se comprometió con Brynhildr, hija del rey de Gardariki. Durante una ausencia prolongada por Hringr, Brynhildr se casa con Tryggvi, rey de Saxland, a cambio de su ayuda en la derrota de otro pretendiente. Cuando Hringr es conocedor de estos eventos, se desplaza inmediatamente a Saxland, donde reta a Tryggvi en combate. Los rivales se reconcilian, y Hring se casa con Brynveig, la hermana de Tryggvi. Cuando un traidor mata a Tryggvi, Brynveig muere de pena, y Hringr venga a Tryggvi. El relato termina con la boda de Hringr y Brynhildr.